# Coppa Europa di tamburello 2013
La 18ª edizione della Coppa Europa di tamburello maschile si è svolta dal 5 al 7 luglio a Vendémian, piccolo centro della Francia del Sud.
A rappresentare l'Italia, AT Medole, campione nazionale 2012 e l'US Callianetto, detentore del trofeo che si è riconfermato.

## Tabellone
|  | 1º-4º posto       | 1º-4º posto       | 1º-4º posto    |                |           | Incontro per il primo posto | Incontro per il primo posto | Incontro per il primo posto |  |
|  |                   |                   |                |                |           |                             |                             |                             |  |
|  | AT Medole         | AT Medole         | 13             |                |           |                             |                             |                             |  |
|  | AT Medole         | AT Medole         | 13             |                |           |                             |                             |                             |  |
|  | Vendémian         | Vendémian         | 9              |                |           |                             |                             |                             |  |
|  | Vendémian         | Vendémian         | 9              |                | AT Medole | AT Medole                   | 8                           |                             |  |
|  |                   |                   |                |                | AT Medole | AT Medole                   | 8                           |                             |  |
|  |                   |                   | US Callianetto | US Callianetto | 13        |                             |                             |                             |  |
|  | Cazoult d'Herault | Cazoult d'Herault | US Callianetto | US Callianetto | 13        | 10                          |                             |                             |  |
|  | Cazoult d'Herault | Cazoult d'Herault |                |                |           | 10                          |                             |                             |  |
|  | US Callianetto    | US Callianetto    | 13             |                |           | Incontro per il terzo posto | Incontro per il terzo posto | Incontro per il terzo posto |  |
|  | US Callianetto    | US Callianetto    | 13             |                |           |                             |                             |                             |  |
|  |                   |                   |                |                |           |                             |                             |                             |  |
|  |                   |                   |                |                |           | Vendémian                   | Vendémian                   | 9                           |  |
|  |                   |                   |                |                |           | Vendémian                   | Vendémian                   | 9                           |  |
|  |                   |                   |                |                |           | Cazoult d'Herault           | Cazoult d'Herault           | 13                          |  |

## Campione
Callianetto
(10º titolo)